# Hizaki
Hizaki (緋咲?) es un virtuoso guitarrista de metal dentro de la escena Visual Kei. Nació el 17 de febrero de 1979 en la Prefectura de Shiga, Japón. Comenzó su carrera musical en 1997 participando en diferentes bandas hasta que en 2004 comenzó su carrera como solista, tras el lanzamiento de su primer EP Maiden Ritual, a comienzos de 2005 invitado por Masaki ingresó a Sulfuric Acid donde permaneció hasta su disolución en 2006. Posteriormente comenzó su proyecto en solitario Hizaki Grace Proyect bajo la producción de Kamijo con quien más tarde en 2007 formó la banda de power metal Versailles. En el año 2012 Versailles entraría en hiatus hasta 2016, año de su regreso a los escenarios. En ese período también se formó la banda Jupiter, integrado por los miembros de Versailles pero con Zin como vocalista. Actualmente participa de tres proyectos, como miembro de Versailles, Jupiter y como solista en Hizaki Grace Project.

## Carrera musical
Su carrera comienza en 1997 como miembro de la banda Garnet Grave donde se desempeñó hasta abril de 1999 cuando junto al bajista Hizumi, dejan la banda para formar Crack brain. Algunos meses después firman con el sello discográfico Crow Music, con el tiempo se trasladan a Tokio y finalmente se separan en septiembre de 2002. Junto a Airi forma Gurotesuku Romantikkaa (グロテスクロマンティッカー?), banda que en mayo de 2003 cambia su nombre a Schwardix Marvally y tras lanzar dos EP, en abril de 2004 finalizan sus actividades. Luego, ese mismo año, con la ayuda de algunos músicos y amigos dentro de la escena Visual kei, comenzó a trabajar como solista, lo que resultó en su primer EP Maiden Ritual lanzado el 29 de septiembre.
A comienzos de 2005, invitado por Masaki pasó a formar parte de la banda Sulfuric Acid donde permaneció hasta que esta se disolvió en octubre de 2006. En paralelo había comenzado a trabajar en un nuevo proyecto en solitario llamado Hizaki Grace Project junto a Hikaru, exmiembro de Izabel Varosa como vocalista, Yuu de Jakura en el bajo, y su excompañero en Sulfuric Acid Seiji como baterista de soporte. Su primer lanzamiento fue la pista instrumental «Neo Under World» incluida en el álbum recopilatorio Graceful Playboys de Sherow Artist Society.
EL 31 de octubre de 2006 participó como guitarrista de soporte del último concierto de Lareine realizado en la ciudad de Kawasaki. Desde entonces comienza a trabajar con Kamijo en la producción de Hizaki Grace Project. Con Teru en la segunda guitarra, Mikage en la batería y Juka exmiembro de Moi dix Mois en reemplazo de Hikaru como vocalista, se completa la línea oficial para las grabaciones y presentaciones en vivo realizadas a finales del 2006.
El 1 de enero de 2007 lanza Dignity of Crest, su primer álbum como Hizaki Grace Project. El 12 de febrero junto a su grupo realizó un concierto en el Rock May Kan llamado Monshou (紋章?), del cual se editó un DVD homónimo lanzado el 9 de mayo y cuyas pistas de audio se incluyeron en su segundo álbum Ruined Kingdom lanzado el 17 de septiembre.

## Discografía
- Maiden Ritual (2004)
- Dance with Grace (2005)
- Maiden Ritual (2005)
- Rosario (2016)
- Back to Nature (2019)
- Rusalka (2021)